# Ситне (зупинний пункт)
515 кіломе́тр — пасажирський залізничний зупинний пункт Конотопської дирекції Південно-Західної залізниці на лінії Зернове — Конотоп.
Розташований у селі Ситне Середино-Будського району Сумської області між станціями Зернове (13 км) та Хутір-Михайлівський (4 км).
На платформі зупиняються електропоїзди.